# Лапка-Памаш (Марісолинське сільське поселення)
Лапка́-Пама́ш (рос. Лапка Памаш, марій. Лапка Памаш) — присілок у складі Сернурського району Марій Ел, Росія. Входить до складу Марісолинського сільського поселення.
В присілку народився Герой Радянського Союзу Яналов Андрій Михайлович (1920-1945).

## Населення
Населення — 65 осіб (2010; 54 у 2002).
Національний склад (станом на 2002 рік):
- марі — 100 %